# Двигун Toyota M15A-FKS
Toyota M15A-FKS — є одним із двигунів Toyota. Перша інсталяція була запроваджена на Toyota Yaris 4-го покоління, випущена 10 лютого 2020 року. F означає DOHC, K означає звичайний (негібридний) бензиновий, працює по принципу циклу Міллера, S означає впорскування в циліндр.

## Огляд
Це перший рядний 3-циліндровий бензиновий двигун для автомобілів Toyota приблизно за 16 років після 1,0-літрового типу KR, розробленого спільно з Daihatsu Motor у 2004 році. Використовується механізм зміни фаз газорозподілу, сторона впуску — VVT-iW, а сторона випуску — VVT-i. Інжекторною системою встановлюється Toyota D-4.

## Технічні характеристики[1]
- Об'єм 1490 куб
- Внутрішній діаметр x Хід: 80,5 мм x 97,6 мм
- ступінь стиснення : 14,0
- Максимальна потужність 120 к.с. (88 кВт)/6600 об/хв
- Максимальний крутний момент 14,8 кг・м (145 Н-м)/4800〜5200 об/хв

## Застосування
- Yaris (MXPA10/15)
- GR Yaris (MXPA12)
- Yaris Cross (MXPB10/15)
- Сієнта (MXPC10)
- Corolla / Corolla Touring (MZEA17/MZEA17W)

## Виноски/Джерела
1. ↑  トヨタ ヤリス主要諸元表 - トヨタ自動車